# Laugu-Liiva
Koordinaten: 58° 34′ N, 22° 36′ O
Laugu-Liiva ist ein verlassenes Dorf (estnisch küla) auf der größten estnischen Insel Saaremaa. Es gehört zur Landgemeinde Saaremaa (bis 2017: Landgemeinde Leisi) im Kreis Saare. Bis zur Neugründung der Landgemeinde Saaremaa hieß der Ort „Liiva“ und wurde umbenannt, um sich von Liiva zu unterscheiden, da beide nun in derselben Landgemeinde liegen.
Das Dorf hat keine Einwohner mehr (Stand 31. Dezember 2011).